# David Ramsey
David Ramsey (Detroit, Michigan, 17 november 1971) is een Amerikaans acteur. Hij is vooral bekend voor zijn rollen in de Showtime-televisieserie Dexter als Anton Briggs, de film Mother and Child als Jozef en de CW-show Arrow als John Diggle.

## Filmografie

### Film
| Jaar | Titel                                | Rol                 |
| ---- | ------------------------------------ | ------------------- |
| 1996 | The Nutty Professor                  | Student             |
| 1997 | Con Air                              | Londell             |
| 1999 | Three to Tango                       | Bill                |
| 2000 | Pay It Forward                       | Sidney Parker       |
| 2001 | Mr. Bones                            | Vince Lee           |
| 2004 | Hair Show                            | Cliff               |
| 2005 | Resurrection: The J.R. Richard Story | J.R. Richard        |
| 2005 | Jane Doe: The Wrong Face             | Mac                 |
| 2005 | Central Booking                      | Troy Stonebreaker   |
| 2006 | Hello Sister, Goodbye Life           | Dennis              |
| 2006 | Fatal Contact: Bird Flu in America   | Curtis Ansen        |
| 2007 | The Death and Life of Bobby Z        | Wayne               |
| 2008 | The Coverup                          | Bill Daily          |
| 2009 | The Rub                              | Cam Stewart         |
| 2009 | Mother and Child                     | Joseph              |
| 2014 | Draft Day                            | Thompson            |
| 2015 | Accidental Love                      | Rep. Bill Harshtone |

### Televisie
| Jaar      | Titel                          | Rol                              |
| --------- | ------------------------------ | -------------------------------- |
| 1996      | Deutschlandlied                | George                           |
| 1998      | Mama Flora's Family            | Booker Palmer                    |
| 1997-1998 | The Good News                  | Pastor David Randolph            |
| 2000-2001 | For Your Love                  | Brian                            |
| 2002-2003 | One on One                     | Jayden                           |
| 2003      | NCIS                           | NCIS Special Agent Richard Owens |
| 2004      | Second Time Around             | Travis Byrd                      |
| 2005      | Huff                           | Clay                             |
| 2005      | All of Us                      | Rusty                            |
| 2006      | The West Wing                  | Teddy - Santos's Turnout Briefer |
| 2006      | CSI: Crime Scene Investigation | Gerald Crowley                   |
| 2005-2008 | Ghost Whisperer                | Will Bennett                     |
| 2008      | Hollywood Residential          | Don Merritt                      |
| 2008      | Wildfire                       | Dr. Noah Gleason                 |
| 2008-2009 | Dexter                         | Anton Briggs                     |
| 2010      | Outlaw                         | Al Druzinsky                     |
| 2010-2011 | The Defenders                  | ADA Ward / A.D.A. Matt Ward      |
| 2011-2016 | Blue Bloods                    | Mayor Carter Poole               |
| 2014-2016 | The Flash                      | John Diggle / Spartan            |
| 2012-2020 | Arrow                          | John Diggle / Spartan            |
| 2022      | Legends of Tomorrow            | Bass Reeves                      |